# 宛先プレーン
宛先プレーン（あてさきプレーン）は、吉本興業に所属する日本のお笑いコンビ。NSC大阪校44期出身。略称は宛先、宛プレ。

## メンバー
荒木 健太（あらき けんた、1998年12月26日 -（26歳））
ボケ・ネタ作り担当。
三重県出身、長野大学社会福祉学部卒業。身長182 cm、体重71 kg。血液型はO型。
同期やファンからはあらけんと呼ばれることもある。
趣味はバラエティ観賞、恋愛リアリティ番組観賞、服、カラオケ。
特技は手話、バドミントン。
喘息持ちだが、今はほぼ完治している。
お笑いオタクで、歴代M-1グランプリの決勝及び準決勝の得点は全て暗記している。
東京03・ニューヨークのファンで、単独ライブにも足を運んでいる。
以前住んでいた家は古めいており音が響いて隣人に怒られたため、外に出て歯磨きをしていた。
ドMで、夜の店でのエピソードを生配信で同期に暴露された。
TOROBAという、前半は1人で30分喋って後半はゲストと30分喋る生配信を毎週Radiotalkにて行なっている。また、コンビでのラジオ「宛先プレーンの速達ラジオ」も同アカウントで毎週月曜日（稀にお便りコーナーとして水曜日）に配信されている。
同期の國玄（ゆうらん飛行）、浅井ユウガ（戎前2丁目）と「僭越ながらオタクなもので（通称・僭オタ）」というスペースを隔週Twitterで配信していた（現在は不定期）。

たかまん（1993年1月26日 -（32歳））
ツッコミ担当。
本名は、高塚 晃輝（たかつか こうき）。兵庫県出身、近畿大学卒業。身長178 cm、体重79 kg。血液型はA型。
趣味は映画鑑賞、ゴルフ、岩盤浴、野球・格闘技観戦、野球ゲーム。
特技は営業・謝罪、口ラッパ、歌唱(即興ソング)。
東証一部上場の広告代理店（株式会社サイネックス）に勤める現役サラリーマン。芸人活動との兼ね合いで2022年4月に営業課長から降職し、業務の負担を軽減する形で上席支店長代理となっている。月収約40万円。
NSCへの入学に伴って会社も辞めるつもりだったが、成績優秀を買われて社長の引き止めに遭った結果、会社→ネタ見せ→営業→ネタ合わせという多忙を極めた生活を送っている。
実父は伊丹で居酒屋を経営している。
阪神タイガースファン。
猫を2匹飼っている。
大学時代はアカペラサークルに所属し、リーダーのようなポジションで100人近い人数をまとめていた。

## 概要
漫才とコントの両方を演じる。現役サラリーマンであるたかまんを活かしたショートコントもある。
2021年のキングオブコントに出場するためコンビを結成。エントリー締切当日の6月30日が結成記念日。
2022年2月28日開催のNSC大ライブOSAKA2022で優勝を果たし、NSCを首席で卒業した。
コンビ名はお互いがワードを出し合って名付けた。最初に出した案がどれも気に入らず、荒木は自分のプレイリストに入っていたwacciの「恋の宛先」から、たかまんはなんとなく響きの良かった単語を出してしっくり来たことに由来する。当初はM-1グランプリ1回戦に負けたタイミングで改名する予定だった。
2023年11月9日に開催された「Kakeru翔チャレンジバトル」にて9位となり、よしもと漫才劇場への所属が決定。UNDER5 AWARD2024では準決勝に進出。

## 出演

### テレビ
- サンテレビ バツウケテイナーR
- 読売テレビ 土曜はダメよ!日曜版90分スペシャル
- 読売テレビ 今田耕司のネタバレMTG
- ABCテレビ 週刊オオギリマガジン

### ラジオ
- YES-FM WEST SIDE JUNK LAUGH NEXT
- ABCラジオ ミルクボーイの火曜日やないか!
- お笑いラジオアプリGERA NSC×GERA（#1）[11]
- お笑いラジオアプリGERA NSC×GERA（#2）[12]
- FM大阪 らじこー

### ネット配信
- AbemaTV 月曜TheNIGHT[13]
- SHOWROOM 即興漫才頂上決戦スーパーマラドーナGP 若手ネタ
- ニコ生 監督☆長原成樹のやん茶の間っ!
- TVer 〇〇のクセがスゴいネタGP（千鳥のクセがスゴいネタGP TVer特別企画）